# Elizabeth Wettlaufer
Elizabeth Tracy Mae « Bethe » Wettlaufer (née Parker le 10 juin 1967) est une ancienne infirmière canadienne, tueuse en série, ayant avoué avoir assassiné huit personnes âgées et tenté d'en assassiner six autres dans le sud-Ouest de l'Ontario entre 2007 et 2016. Avec un total de 14 victimes tuées ou blessées par ses actes, elle est décrite comme l'une des pires tueuses en série de l'histoire du Canada.

## Jeunesse
Elizabeth Wettlaufer est née et a grandi dans le canton de Zorra, une communauté rurale près de Woodstock, en Ontario. Étant élevée par une famille résolument baptiste, elle a obtenu un baccalauréat en conseil en éducation religieuse du London Baptist Bible College après avoir reçu son diplôme de l'école secondaire Huron Park au milieu des années 1980. Wettlaufer a poursuivit ses études par un cursus en soins infirmiers au Conestoga College.

## Carrière professionnelle
En 2007, Wettlaufer a été embauchée au Caressant Care, un établissement de soins de longue durée à Woodstock. Ses collègues la considéraient initialement comme bienveillante et professionnelle. Cependant, tout au long de son mandat, Wettlaufer a lutté contre la toxicomanie et l'alcoolisme. Elle a été accusée de s'être présentée au travail en état d'ivresse et a été retrouvée évanouie au sous-sol de l'établissement pendant le quart de nuit. Wettlaufer a été suspendue quatre fois pour « erreurs médicamenteuses », puis finalement licenciée en mars 2014 pour « faute grave » pour avoir administré le mauvais médicament à un patient.
Après avoir quitté Caressant Care, Wettlaufer a eu du mal à conserver un emploi. Embauchée par le Meadow Park Care Center de Londres, elle a perdu son travail après s'être inscrite dans un centre de désintoxication à Niagara. Elle a occupé divers emplois temporaires dans d'autres maisons de retraite. Wettlaufer a avoué à un voisin avoir été licenciée de l'un de ces emplois pour vol de médicaments, et d'un autre pour une erreur de médication sous l'emprise de la drogue, qui a failli entraîner la mort d'un patient. Elle a également écrit des poèmes sur son désir de tuer.

## Meurtres et agressions
Alors qu'elle était infirmière à Caressant Care, Wettlaufer a commencé à injecter de l'insuline à certains de ses patients. Dans certains cas, la dose n'était pas suffisante pour causer la mort ; elle a été accusée de voies de fait graves ou de tentative de meurtre, et a avoué ces faits. Les premières agressions de Wettlaufer ont eu lieu entre le 25 juin et le 31 décembre 2007. Elle a avoué avoir injecté de l'insuline à Clotilde Adriano (87 ans) et Albina Demedeiros (88 ans). Bien qu'elles soient décédées par la suite, leur mort n'a pas été imputé à Wettlaufer. Elle a avoué deux chefs d'accusation de voies de fait graves.
Le premier cas où Wettlaufer a injecté à un patient suffisamment d'insuline pour entraîner directement la mort remonte au 11 août 2007, lorsqu'elle a assassiné James Silcox (84 ans), vétéran de la Seconde Guerre mondiale et père de six enfants. Jusqu'en mars 2014, Wettlaufer a également assassiné les patients suivants à Caressant Care :
- Maurice « Moe » Granat (84)
- Gladys Millard (87)
- Hélène Matheson (95)
- Marie Zurawinski (96)
- Hélène Young (90)
- Maureen Pickering (79)

Durant son emploi à Caressant Care, Wettlaufer a également administré de l’insuline à Michael Priddle (63 ans) et Wayne Hedges (57 ans) « avec l’intention de commettre un meurtre ». Elle a reconnu avoir tenté de les tuer. Après avoir quitté Caressant Care en 2014, elle a poursuivi son travail à temps partiel dans d’autres établissements et au domicile de patients, où elle a injecté de l’insuline à trois autres personnes :
- Arpad Horvath (75 ans) a été tué dans l'établissement de Meadow Park à London, en Ontario.
- Sandra Towler (77 ans) a été injectée « avec l'intention de commettre un meurtre » dans une maison de retraite à Paris, en Ontario.
- Beverly Bertram (68) a été injectée « avec l'intention de commettre un meurtre » dans une résidence privée à Ingersoll, en Ontario.

## Aveux, arrestation et condamnation
Wettlaufer a été admise dans un programme de réadaptation Centre de toxicomanie et de santé mentale (CAMH) à Toronto, le 16 septembre 2016. Elle a avoué au personnel avoir tué ou tenté de tuer ses patients, ce qui a conduit le CAMH à aviser l'Ordre des infirmières et infirmiers de l'Ontario (OIIO) et le service de police de Toronto . Elle a ensuite envoyé un courriel à l'OIIO pour annoncer sa démission de son poste d'infirmière en mentionnant qu'elle avait « délibérément fait du mal aux patients dont elle avait la charge et qu'elle faisait maintenant l'objet d'une enquête policière pour cela . Elle a personnellement appelé un enquêteur de l'OIIO et a demandé au personnel du CAMH de lui télécopier une confession manuscrite de quatre pages. Wettlaufer avait avoué avoir tué des patients à plusieurs reprises avant sa confession au CAMH, y compris à un avocat qui lui avait conseillé de garder le secret. Après avoir fourni à la police des aveux de deux heures, elle a été officiellement accusée des huit meurtres le 25 octobre. Après une enquête plus approfondie, elle a également été accusée de quatre chefs de tentative de meurtre et de deux chefs de voies de fait graves le 13 janvier 2017. Wettlaufer a renoncé à son droit à une audience préliminaire et a plaidé coupable à toutes les accusations devant le tribunal le 1er juin. Le 26 juin, elle a été condamnée à huit peines de prison à vie concurrentes, sans possibilité de libération conditionnelle avant 25 ans.
Dans ses aveux, Wettlaufer a reconnu qu’elle « savait distinguer le bien du mal », mais qu’elle était submergée par des accès de colère incontrôlables. Elle a affirmé : « Dieu, le diable, ou peu importe, voulait que je le fasse. » Après l’un des meurtres, elle a ressenti « une montée… puis [entendu son propre] rire, un gloussement qui semblait surgir des tréfonds de l’enfer. » Elle a également déclaré à la police avoir tenté de mettre fin à ses actes, confiant ses crimes à des amis, un ancien partenaire et à son pasteur — sans être crue par aucun d’eux. Lors de l'interrogatoire de police, elle a décrit ce « rire » non pas comme un rire audible, mais comme une sensation dans sa poitrine (visible avec ses mains), tandis que la sensation qui la poussait à l'overdose et au meurtre provenait de son estomac. Wettlaufer n'a jamais prétendu tirer du plaisir de ses meurtres, affirmant qu'elle se sentait horrible après chaque meurtre.
Wettlaufer a été détenue à l' établissement Grand Valley pour femmes à Kitchener, en Ontario. En mars 2018, elle a été transférée de Grand Valley vers un établissement sécurisé non précisé à Montréal pour recevoir des soins médicaux.

## Réponses du gouvernement et des organismes de réglementation

### Gouvernement provincial
Yasir Naqvi, procureur général de l'Ontario, et Eric Hoskins, ministre de la Santé et des Soins de longue durée de la province, ont annoncé conjointement le jour de la condamnation de Wettlaufer que le gouvernement provincial allait ordonner une enquête publique sur son cas. Les détails complets de l'enquête n'ont pas été donnés dans l'annonce, car le gouvernement n'avait pas encore déterminé la portée ni la personne qui la dirigerait. Naqvi et Hoskins ont plutôt déclaré que l'enquête « obtiendrait les réponses dont nous avons besoin pour contribuer à garantir qu'une tragédie comme celle-ci ne se reproduise plus ». Le retard dans la mise en place de l'enquête a été critiqué par les membres des partis d'opposition progressiste-conservateur et néo-démocrate vers la fin de juillet 2017, car aucun progrès ne semblait avoir été réalisé depuis l'annonce et l'Assemblée législative avait ajourné ses travaux pour l'été.
L'Enquête publique sur la sécurité des résidents des foyers de soins de longue durée a été officiellement créée par le gouvernement provincial le 1er août 2017. La juge Eileen Gillese de la Cour d'appel de l'Ontario a été nommée commissaire de l'enquête . Celle-ci incluera des entrevues avec les familles des victimes et des consultations publiques dans la communauté alors qu'elle enquête sur les circonstances entourant les décès des victimes de Wettlaufer et les lacunes dans les cadres législatifs ou politiques qui lui ont permis de continuer à travailler comme infirmière. L'avocat principal de l'enquête a déclaré que « n'importe qui, de Wettlaufer à la première ministre Kathleen Wynne », pourrait être appelé à témoigner devant l'enquête en fonction des preuves découvertes.
Deux ans plus tard, l’enquête a mené à trois conclusions majeures et à plusieurs recommandations, dont : rendre obligatoire la formation des administrateurs, des directeurs des soins infirmiers et des organismes de services; renforcer les processus de sélection et de vérification des antécédents des nouvelles recrues; diminuer le recours aux infirmières d’agence dans les foyers de soins de longue durée; améliorer les mécanismes de signalement des incidents critiques; et modifier certains règlements provinciaux en Ontario.

### Ordre des infirmières et infirmiers de l'Ontario
Wettlaufer a été accusée de faute professionnelle par un comité disciplinaire convoqué par l'Ordre des infirmières et infirmiers de l'Ontario le 25 juillet 2017. Bien qu'elle ait déjà été reconnue coupable lors d'un procès criminel et qu'elle ait volontairement renoncé à son permis d'exercer, l'audience formelle était exigée par l'Ordre pour lui interdire officiellement l'exercice de la profession. Wettlaufer a refusé de participer à l'audience et a été reconnue coupable sur la base des documents judiciaires de son procès criminel et de ses aveux antérieurs. Sa conduite a été jugée « honteuse et déshonorante » par le comité disciplinaire et son permis d'exercice a été officiellement révoqué indéfiniment, lui interdisant à jamais d'exercer la profession d'infirmière en Ontario. Le président du comité disciplinaire de cinq personnes qui a entendu le cas de Wettlaufer a déclaré qu'il s'agissait de « la conduite la plus flagrante et la plus honteuse que ce comité ait jamais examinée ».